# 폴 라자스펠드

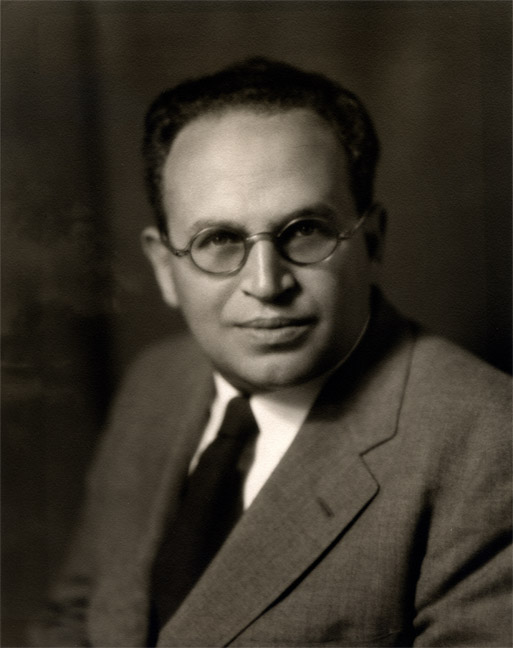

폴 펠릭스 라자스펠드 (Paul Felix Lazarsfeld, 1901년 2월 13일 – 1976년 8월 30일)는 오스트리아계 미국인 사회학자이다. 라자스펠드는 그의 목표가 "폴 라자스펠드를 생산하는 것"이라고 말했다.그가 관련된 두 가지 주요 성과는 연구 기관, 방법론 및 연구 내용 자체라는 두 가지 분석 렌즈 내에서 분석할 수 있다.  그는 20세기 실증 사회학의 창시자였다.
라자스펠드는 빈의 유대인 부모에게서 태어났다. 그의 어머니는 정신치료사 소피 라자스펠드이고 그의 아버지 로베르트는 변호사였다. 그는 비엔나에 있는 학교에 다녔고 결국 수학 박사 학위를 받았다(박사 학위 논문은 아인슈타인 중력 이론의 수학적 측면을 다루었다). 1920년대에는 오토 노이라트(Otto Neurath), 루돌프 카르납(Rudolf Carnap) 등 철학자들의 비엔나 서클(Vienna Circle of Philosophy)과 같은 서클에 들어가 '사회주의 활동가'로 활동했다. – 1931년에 라디오 청취자를 대상으로 한 최초의 과학적 조사를 포함하여 여러 초기 양적 연구에 참여했다. 1926년에 그는 사회학자 Marie Jahoda 와 결혼했다. Hans Zeisel과 함께 그들은 실업이 소규모 지역 사회에 미치는 사회적 영향에 대한 고전적인 연구인 Die Arbeitslosen von Marienthal (1932, English eds. 1971)을 썼다. 그는 1934년 Marie와 이혼하고 1945년에 이혼한 동료 Herta Herzog와 결혼했다.
매리엔탈 연구는 록펠러 재단의 관심을 끌었고 2년간의 미국 순회 펠로우십으로 이어졌다. 1933년부터 1935년까지 라자스펠드는 Federal Emergency Relief Administration 과 협력하여 미국을 여행하면서 경험적 사회 과학 연구와 관련된 프로그램이 있는 소수의 대학과 접촉하고 방문했다. 이 기간 동안 라자스펠드는 University of Rochester에서 Luther Fry (약 20년 후에 작성된 Personal Influence에서 수행된 연구에 영감을 주었다 )와 Middletown 연구를 저술한 Robert S. Lynd를 만났다. Lynd는 라자스펠드가 미국으로 이주하는 것을 돕는 데 중심적인 역할을 하게 되었고 Newark Center와 Princeton Office of Radio Research의 이사로 그를 추천할 것이다. 라자스펠드는 응용 심리학 기술을 비즈니스에 도입하는 데 전념하는 비영리 조직인 Psychological Corporation에 연락하여 상업적 가치가 충분하지 않거나 너무 관련되어 거부된 여러 프로젝트를 제안했다. 그는 또한 코넬 대학교의 응용 심리학자인 John Jenkins가 라자스펠드가 비엔나에 있는 그의 학생들을 위해 쓴 통계 소개를 번역하는 것을 도왔다(Say It With Figures ). 마지막으로, 그는 라자스펠드의 "이성 분석" 개념을 설명하는 "왜 묻는 기술"(1935)에서 제시된 아이디어에 대한 연구를 추구했다.
1935년 펠로우십이 끝나자 정치적 환경으로 인해 비엔나로 돌아갈 수 없게 되자 라자스펠드는 미국에 남기로 결정 하고 University of the University에 본부를 둔 National Youth Administration의 학생 구호 활동 책임자로 임명되었다. Newark (현재 Rutgers University의 Newark 캠퍼스). 1년 후, 그는 자신의 비엔나 연구 센터 라인을 따라 뉴어크에 연구소를 설립하여 라자스펠트가 자신의 가장 중요한 공헌이라고 생각한 주변 의견 연구 분야를 제도화했다. 라자스펠드는 자신의 연구소를 유럽과 미국의 연구 모델 사이에 중요한 다리 역할을 하는 것으로 보았고 개인 경력보다 연구소의 미래를 기꺼이 내놓았다. 예를 들어, Newark Center에 더 많은 직원이 있는 것처럼 보이게 하기 위해 라자스펠드는 가명으로 출판했다. Newark Center는 경험적 연구와 연구 관리자로서의 라자스펠드 모두에 대한 관심을 불러일으키는 데 분명히 성공적이었다. 1935년과 1937년 사이에 센터에서 수행된 연구( Mirra Komarovsky의 책 The 실직한 남자와 그의 가족에 대한 연구 포함)는 경험적 연구가 기업과 학계 모두에 도움이 되고 관심을 가질 수 있음을 보여주었다. 대중 시장 조사, 데이터의 통계 분석, 포커스 그룹 활동 등 — — 그는 자신의 프레임 워크를 불렀다 "관리 연구"에서, 대형, 전문 직원은 사회 과학적 조사 방법의 배터리를 배포, 연구 센터에서 근무에 특정 클라이언트에 대한 특정 문제를 해결한다. 자금은 대학에서뿐만 아니라 연구 프로젝트를 계약한 상업 고객에게서도 나왔다. 이것은 우유 소비에 영향을 미치는 요인에 대한 두 개의 긴 보고서와 같은 연구를 생산했다. 그리고 사람들이 너무 많이 쇼핑하는지 여부를 평가할 수 있는 설문지( Cosmopolitan 잡지의 경우 ).
Newark에 있는 동안 라자스펠드는 나중에 Columbia로 이전된 Radio Research Project 의 Princeton Office 책임자로 임명되었다. 1937년 그는 처음으로 프로젝트를 Newark로 옮기려고 시도했지만 그 요청이 거절되자 프로젝트와 Newark에 있는 연구소를 오가며 시간을 보냈다. 그는 그의 관리 없이 연구소가 실패할 것을 (정확히, 아마도) 두려워했다. 프로젝트에서 라자스펠드는 조감독인 Hadley Cantril 과 Frank Stanton이 가정한 목표를 확장했으며 라자스펠드가 편집한 1939년 2월 Journal of Applied Psychology 의 특별호에서 프로젝트의 다양한 연구 중 일부를 묶었다. 에 종사. 라자스펠드는 "중심 이론이 보이지 않았고 중요한 사람들이 우리가 무엇을 하고 있는지 알고 있는지 묻는 소문을 듣기 시작했기 때문에" 이 출판이 필요하다고 생각했다(라자스펠드, 1969). 그러나 1939년 봄, 록펠러 재단 임원들은 여전히 확신이 없었고 기금을 갱신하기 전에 "성취에 대한 더 확실한 증거가 필요했다". 그 결과 라디오와 인쇄된 페이지 가 탄생했다. 이 두 출판물은 커뮤니케이션 분야를 통합하고 정의하는 데 많은 역할을 했다.
본질적으로 재정적이었던 Cantril과 결별한 후 Radio Research Project는 Columbia University로 이전하여 유명한 사회 연구국으로 성장했다. 콜롬비아에서는 연구의 방향이 투표로 기울었고, 1940년 11월 투표에 대한 연구는 정치 연구의 성격에 상당한 영향을 미친 책인 People's Choice로 출판되었다.
1940년대에 매스 커뮤니케이션은 그 자체로 한 분야로 자리 잡았다. 대중 매체의 설득력 있는 요소에 대한 라자스펠드의 관심은 제2차 세계 대전 중에 매우 중요한 주제가 되었으며, 이로 인해 커뮤니케이션 연구에 대한 관심과 자금 지원이 증가했다. 1950 년대, 대중 매체의 힘에 대한 우려가 증가하고, 함께 엘리후 캐츠, 라자스펠드는 이론 제의 개인에 미치는 영향, 공개 통신의 2 단계 흐름, 의견 리더십을 질량에 대한 필터로 지역 사회의, 미디어. 로버트 K. 머튼(Robert K. Merton)과 함께 그는 사회에서 미디어의 기능적 역할과 함께 미디어 의 마약성 기능 장애 에 대한 아이디어를 대중화했다.
미디어에서 오피니언 리더 및 다른 사람들로의 2단계 커뮤니케이션 흐름에 대한 그의 기여; 오피니언 리더의 특성에 대한 그의 연구; 의료 혁신의 확산; 주간 라디오 연속극 등의 수신기 사용 및 만족 그의 연구는 대인 커뮤니케이션과 대중 커뮤니케이션의 결합으로 이어졌다.
1956년에 그는 미국 통계 협회 의 회원으로 선출되었다.
라자스펠드는 1976년에 사망했다. 그의 어머니 Sophie는 거의 한 달 동안 살아남았고 95세의 나이로 사망했다. 마리 자호다(Marie Jahoda)와 사이에 딸 롯데 프란지스카(1930년생) 가 있었는데 나중에 롯데 베일린이 매사추세츠 공과 대학 경영학과 교수가 되었다. 그의 세 번째 아내인 패트리샤 켄달과의 사이에는 아들 로버트 라자스펠드가 있는데, 그는 스토니브룩 대학교의 수학 교수이며 2004년 대수기하학의 양성 (스프링거)을 출판했다.
사회학적 방법에 대한 라자스펠드의 많은 공헌은 그를 "현대 경험적 사회학의 창시자"라는 칭호를 얻었다. 라자스펠드는 통계 조사 분석, 패널 방법, 잠재 구조 분석 및 컨텍스트 분석에서 큰 발전을 이루었다. 그는 또한 수학적 사회학 의 공동 창립자로 간주된다. 그의 많은 아이디어는 이제 자명한 것으로 간주될 정도로 영향력이 있다. 그는 또한 2단계 커뮤니케이션 모델을 개발한 것으로도 유명하다.
라자스펠드는 또한 많은 젊은 사회학자를 교육함으로써 상당한 공헌을 했다. 라자스펠드의 전기 작가 중 한 명인 폴 노이라트는 "수십 권의 책과 수백 권의 기사가 그의 제자와 제자의 제자이며, 이 모든 것이 여전히 이 사람의 작업 정신을 숨쉬게 한다"고 썼다.
폴 라자스펠드의 가장 중요한 공헌은 대학 환경에 기반을 둔 연구 기관의 베타 버전이었다. 그는 비엔나에서 해외 연구소 설립 여정을 시작했다. 가장 중요한 컬럼비아 대학에서 응용 사회 연구 국으로 — 그는 후 미국 내에서 두 가지를 만들 진행. 이 국의 가장 권위 있는 시대는 라자스펠드가 국의 이사이자 부소장이자 활발한 연구원이었을 때였다. 이 기간 동안 국은 거의 백만 달러를 통제하고 분배할 수 있었고 다양한 연구를 생산할 수 있었다. 빚을 획득 아직 이익 – 비였다 관점에서 지식의 생산을 위한 사업 계획을 만들 수 있었기 때문에 이것은 그의 가장 중요한 기여했다. 연구의 생산이 저렴하고 조직 만들기 — 그것은 다른 대학에서 복제 된 모델이었다 때문에 중요했다.
폴 라자스펠드의 또 다른 중요한 공헌은 그가 결실을 맺을 수 있었던 미디어 효과 연구로의 발전이었다. Everett Rogers에 따르면 라자스펠드의 "가장 중요한 방법론적 기여는 라자스펠드-Stanton 프로그램 분석기와 포커스 그룹 인터뷰였다." 라자스펠드 – Stanton Program Analyzer, 또는 "Little Annie"라고 불리며 청중들에게 빨간색 버튼과 녹색 버튼이 있는 장치를 제공했다. 실험적 청중이 중재된 콘텐츠를 볼 때 그들이 목격한 것이 호의적이거나 그렇지 않은 경우 두 개의 버튼을 통해 즉시 의사 소통할 수 있었다. Little Annie와 함께 사용한 두 번째 연구 방법은 포커스 그룹 인터뷰였다. 도구를 사용하고 유물을 본 후, 연구 참여자는 설문지를 작성하고 내용에 대해 토론했다. 이 도구는 방송 콘텐츠를 수정하고 효율성을 평가할 수 있기 때문에 큰 도움이 되었다. 이 도구는 청중 분석과 중재된 채널을 통한 메시지 수신을 진정으로 측정하는 데 유용했다. 이러한 도구는 정성적 데이터와 정량적 데이터를 모두 생성했다.
측정에 대한 그의 공헌에는 오하이오주 이리에서 1940년 연구에서 사용한 종단 패널 조사와 같은 혁신적인 조사 방법이 포함된다. 그는 2x2 분할표, 빈도 분석, 산점도 및 포커스 그룹과 같은 혼합 방법과 같은 다양한 기술을 사용하여 데이터 분석에 기여했다.
연구국이 큰 공헌을 했지만 결점이 없는 것은 아니었다. 라자스펠드는 연구 기관이 조직적인 방식으로 존재할 수 있지만 실제로는 지휘와 리더십이 성공을 좌우한다고 강조했다. 라자스펠드는 거의 20년 동안 성공적이었다. 그러나 이 특정 시스템 내의 행위자는 기관의 공작을 조작하여 프로그램을 탈선시킬 수 있다.

## 같이 보기
- 사후 확신 편향
- 여론

## 참고 문헌
1. 1 2 3 4 5 6  Rogers, Everett (1994). 《A History of Communication Study: A Biological Approach》. NY: The Free Press.
2. 1 2 3 4  Jeřábek, Hynek. Paul Lazarsfeld — The Founder of Modern Empirical Sociology: A Research Biography. International Journal of Public Opinion Research 13:229–244 (2001)
3. ↑  Pollak, Michael (1980년 12월 1일). “Paul F. Lazarsfeld: A Sociointellectual Biography”. 《Knowledge》 (영어) 2 (2): 157–177. doi:10.1177/107554708000200201. ISSN 0164-0259.
4. ↑  View/Search Fellows of the ASA 보관됨 2016-06-16 - 웨이백 머신, accessed July 23, 2016.